# Pyöriäsaari (ö i Norra Österbotten)
Pyöriäsaari är en ö i Finland. Den ligger i Ijo älv och i kommunen Ijo i den ekonomiska regionen  Uleåborgs ekonomiska region  och landskapet Norra Österbotten, i den centrala delen av landet, 600 km norr om huvudstaden Helsingfors. Öns area är 0,1 hektar och dess största längd är 60 meter i sydväst-nordöstlig riktning.